# Ramón Aparicio
Ramón Aparicio (Perú, 13 de mayo de 1946) es un exfutbolista peruano. Desempeñó como mediocampista en clubes solo de Perú.

## Trayectoria
Se inició en el Club Sporting Cristal donde debutó en 1964.Continuo en el Club Carlos Concha, del Callao. Luego fue prestado al Club Atlético Chalaco cuando este estaba luchando por retornar a la Primera División del Perú, la cual logró en 1972.Tras su retorno se reavivo el antiguo clásico con el Club Alianza Lima.
Tras su retiro se dedicó a su carrera de médico en diversos clubes y en la Selección de fútbol del Perú.

## Clubes
| Club                  | País | Año       |
| --------------------- | ---- | --------- |
| Club Sporting Cristal | Perú | 1964-1966 |
| Porvenir Miraflores   | Perú | 1967      |
| Club Carlos Concha    | Perú | 1968-1971 |
| Club Atlético Chalaco | Perú | 1972-1975 |

## Palmarés
| Título           | Club             | País | Año  |
| ---------------- | ---------------- | ---- | ---- |
| Segunda División | Atlético Chalaco | Perú | 1972 |